# Scleropauropus florentini
Scleropauropus florentini är en mångfotingart som beskrevs av Paul Auguste Remy 1952. Scleropauropus florentini ingår i släktet hårdfåfotingar, och familjen fåfotingar. Inga underarter finns listade i Catalogue of Life.